# Ovseanîkivka, raionul Kirovohrad, regiunea Kirovohrad
Ovseanîkivka (în ucraineană Овсяниківка) este o comună în raionul Kirovohrad, regiunea Kirovohrad, Ucraina, formată numai din satul de reședință.

## Demografie
Componența lingvistică a comunei Ovseanîkivka
     Ucraineană (92,08%)
     Rusă (3,54%)
     Română (3,54%)
     Alte limbi (0,42%)
Conform recensământului din 2001, majoritatea populației comunei Ovseanîkivka era vorbitoare de ucraineană (92,08%), existând în minoritate și vorbitori de rusă (3,54%) și română (3,54%).